# Tram van Sintra

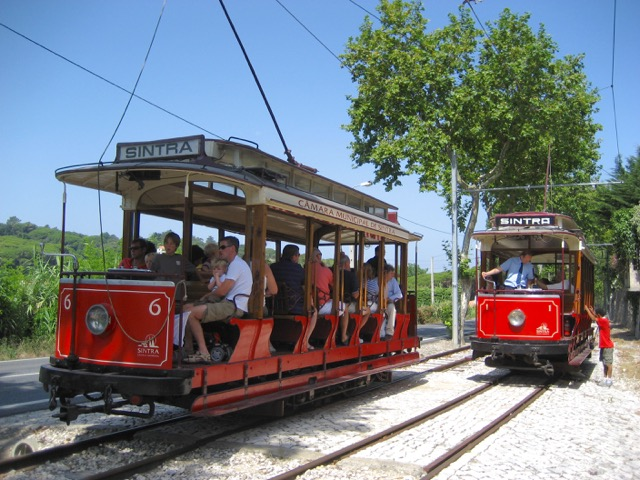
Sintra trams 6 en 1 op de wisselplaats Galamares.

De tram van Sintra is een tramlijn in Portugal die het stadje Sintra met Praia das Maçãs aan de Atlantische kust verbindt. De lijn is geopend in 1904 en de oorspronkelijke trams zijn nog steeds in dienst. De lijn en de erop rijdende trams worden gehandhaafd als erfgoed. Hoewel populair bij strandgangers is de lijn niet meer van belang als openbaarvervoerverbinding: er is geen dagelijkse dienst, de frequentie is laag en de bus die parallel aan de tramlijn rijdt, legt het traject af in minder dan de helft van de tijd.

## Geschiedenis

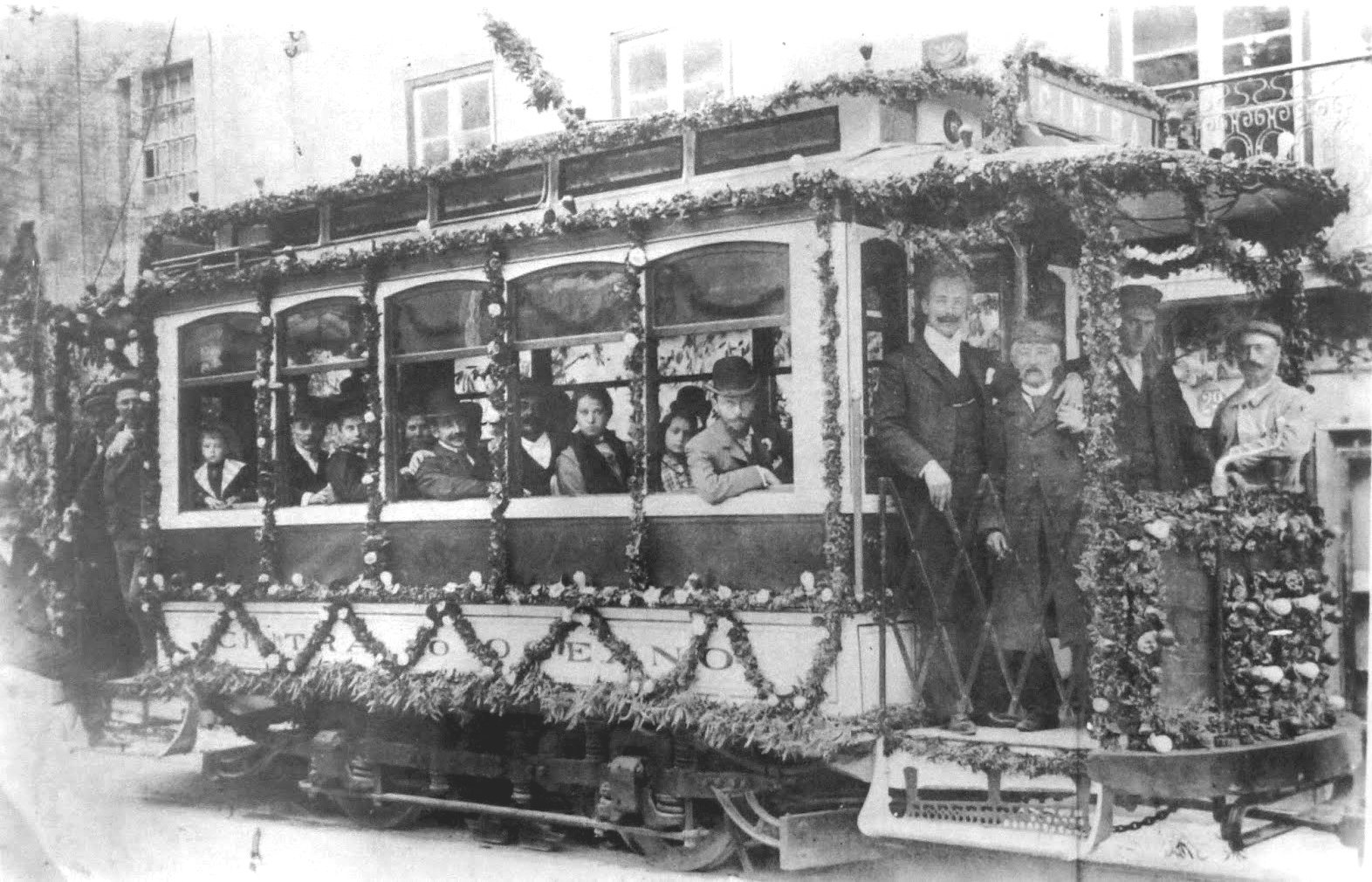
Open motorrijtuig bij de feestelijke opening van de lijn in 1904

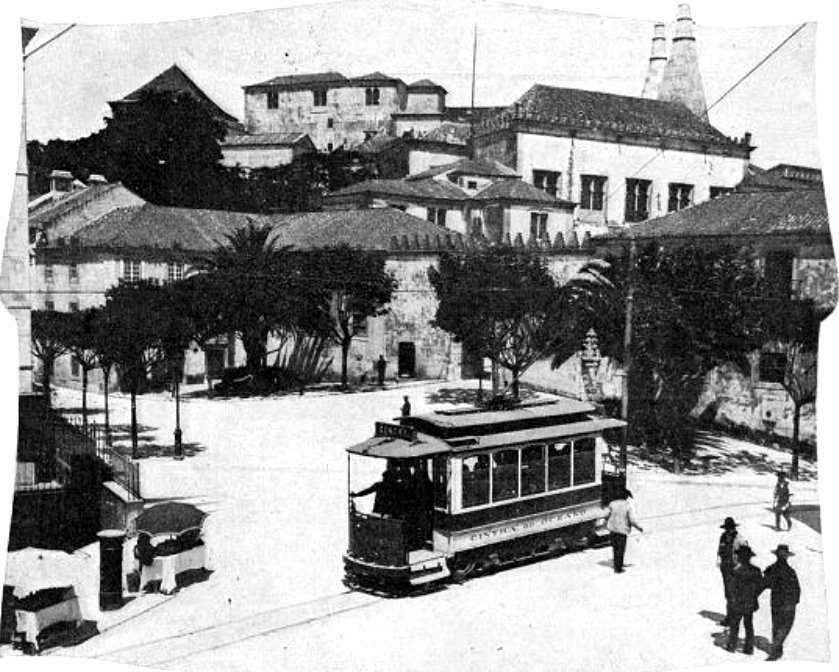
Open motorrijtuig in Sintra Vila (foto uitg. 1906). De naam van de onderneming, Cintra ao Oceano, werd gebruikt tot 1914.

Sintra ligt ongeveer 25 km ten westnoordwesten van Lissabon op een kleine berg. De hoge ligging en de nabijheid van de Atlantische Oceaan zorgen in de zomer voor aangenamer temperaturen dan die in Lissabon. Dit maakte de plaats populair als zomerverblijf bij de machtigen en rijke bewoners van de Portugese hoofdstad. In 1887 werd de spoorlijn van Lissabon naar Sintra geopend. Het station in Sintra is in het wat lager gelegen deel Estefânia, omdat de helling te steil is om het hoger gelegen Sintra Vila te bereiken.
Ongeveer 6 km ten westen van Sintra ligt het dorp Colares. De bewoners wilden ook graag een railverbinding en vroegen al in 1886, nog voor de spoorlijn Lissabon – Sintra was geopend, om een spoorlijn. Zij kregen van de spoorwegmaatschappij nul op het rekest. Colares was te klein om voor de spoorwegmaatschappij interessant te zijn. Als alternatief werd voorgesteld een stoomtramlijn te bouwen, maar ook dat plan werd niet gerealiseerd. Pas in 1901 werd besloten tot de aanleg van een elektrische tramlijn van Sintra naar Colares en Praia das Maçãs, waar in 1888 de eerste bebouwing was ontstaan. De aanleg van de lijn ging van start in augustus 1902. In november 1903 begon men met proefritten. Op 31 maart 1904 werd de lijn geopend tussen Sintra Vila, het station van Sintra en Colares. Op 10 juli 1904 volgde de opening van het traject Colares – Praia das Maçãs.
Op 31 januari 1930 werd de lijn met 2 km verlengd van Praia das Maçãs naar Azenhas do Mar.
In 1952 verzocht het bedrijf om de trams te mogen vervangen door bussen. Dit verzoek werd afgewezen. Uiteindelijk werd het compromis bereikt dat de trams nog slechts gedurende de drukke zomermaanden zouden rijden terwijl de rest van het jaar de dienst volledig uitgevoerd zou worden door bussen. Deze wijziging ging in maart 1953 in. Het traject tussen Praia das Maçãs en Azenhas do Mar werd in november 1954 voor het laatst gebruikt, vanaf de zomer van 1955 reden de trams slechts tot Praia das Maçãs. In het zomerseizoen van 1956 reden de trams op zon- en feestdagen niet meer naar Sintra Vila en twee jaar later was dit traject geheel opgeheven.
Sinds 1967 was het bedrijf in bezit van een grote busonderneming, die graag van de trams af wilde en onvoldoende onderhoud aan de trambaan en de trams uitvoerde. De trams reden voorlopig voor het laatst in de zomer van 1974, het jaar van de Anjerrevolutie. Na de Anjerrevolutie werden alle grote (bus)bedrijven genationaliseerd en de Sintra tram kwam daardoor in handen van de staatsonderneming Rodoviária Nacional. De trams reden echter niet. Trammusea in het buitenland, vooral uit de USA, deden pogingen om de oude trams te kopen, maar alle verzoeken daartoe werden afgewezen.
In mei 1980 waren er een paar trams opgeknapt en ging men gedurende de zomermaanden weer rijden op het provisorisch opgeknapte traject tussen Banzão en Praia das Maçãs. De Rodiviário Nacional werd later opgesplitst en de tram kwam terecht bij het onderdeel Rodoviária de Lisboa, dat in 1995 werd geprivatiseerd en in bezit kwam van het Britse Stagecoach. In 1995 werd de exploitatie weer stilgelegd om de baan te kunnen vernieuwen. In het najaar van 1997 gingen de trams weer rijden, dit keer tussen Ribeira en Praia das Macas.
In 2001 deed Stagecoach de tram over aan de Câmara Municipal de Sintra (gemeente Sintra). Sinds 2004 rijdt de tram tussen Estefânia en Praia das Maçãs. Er zijn plannen om het ongeveer 700 m lange traject in Estefânia naar het station ook weer aan te leggen, evenals het traject naar Sintra Vila, maar of, en zo ja wanneer dit wordt gerealiseerd is onbekend.

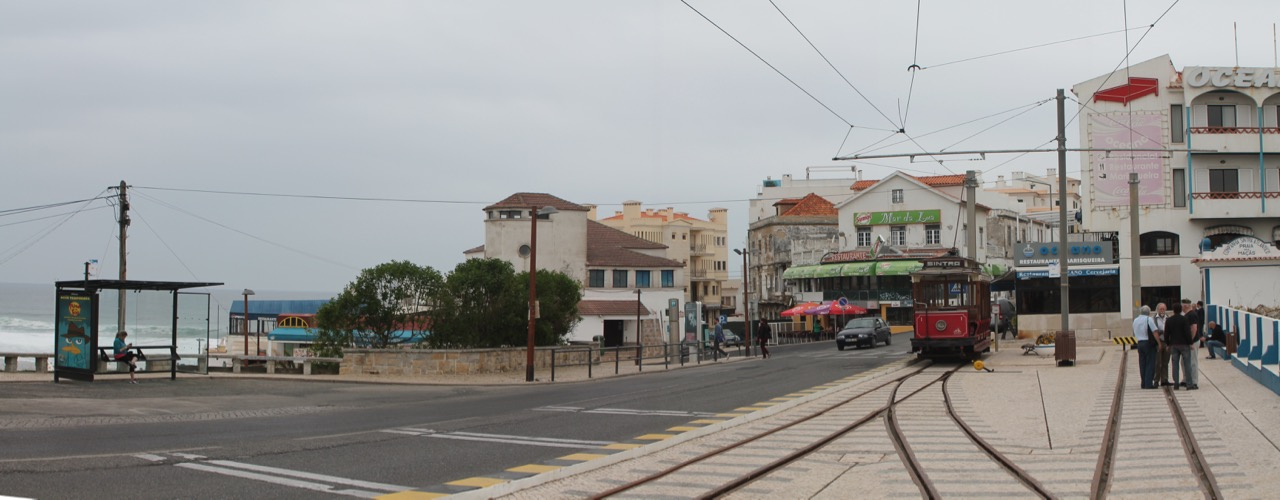
Eindpunt Praia das Maçãs met tram nr.1

## Netwerk

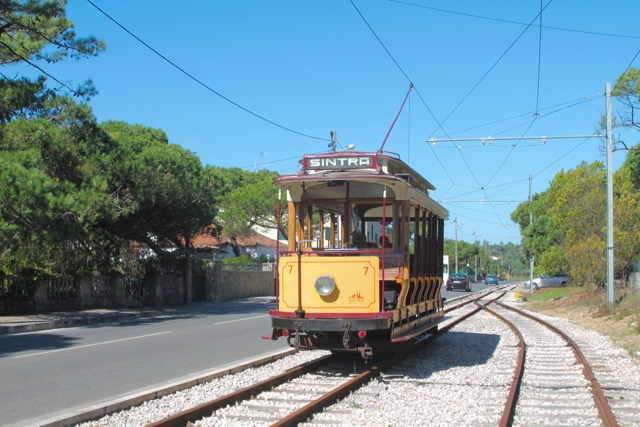
Tram nr.7 op de wisselplaats Pinhal de Nazaré

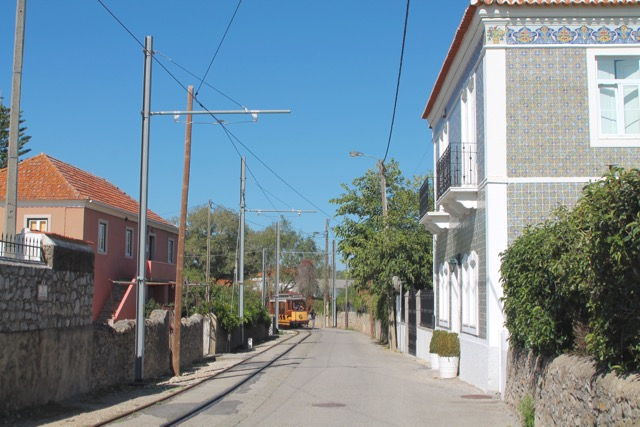
Tram nr.7 in de straten van Colares (Rua da Cochicha)

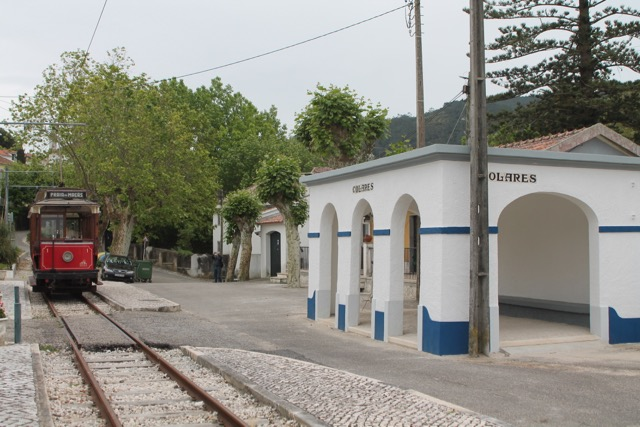
Tram nr.1 bij de abri van Colares

De lijn had een maximumlengte van 14,6 km en was geheel enkelsporig met wisselplaatsen. De spoorwijdte is 1000 mm. Op dit moment is er 11 km in dienst. De trajecten Azenhas do Mar – Praia das Maçãs en Sintra Estefânia – Estação – Vila zijn opgebroken. Er zijn geen haltes, de tram stopt op verzoek overal. Een aantal locaties zijn (of waren) wel opgenomen in de dienstregeling, bijvoorbeeld wegens de aanwezigheid van een wisselplaats en/of abri.
| km   | naam             | locatie                       | lay-out en voorzieningen, cursief = opgeheven / opgebroken                                                       |
| ---- | ---------------- | ----------------------------- | --- |
| -1,9 | Azenhas do Mar   | 38° 50' 14" NB, 9° 27' 35" WL | 2 kopsporen |
| 0,0  | Praia das Maçãs  | 38° 49' 33" NB, 9° 28' 7" WL  | Wisselplaats met 2 kopsporen waarvan er een vroeger aansloot op het tracé naar Azenhas do Mar.                   |
| 1,5  | Pinhal de Nazaré | 38° 48' 53" NB, 9° 27' 46" WL | Wisselplaats. |
| 3,0  | Banzão           | 38° 48' 21" NB, 9° 27' 1" WL  | Wisselplaats met spoor dat de remise ingaat. Vroeger ook een kopspoor met een kleine draaischijf.                |
| 3,9  | Colares          | 38° 48' 5" NB, 9° 26' 34" WL  | Abri. Wisselplaats opgeheven met de spoorvernieuwing van 1995/7.                                                 |
| 5,1  | Nora             | 38° 48' 10" NB, 9° 26' 3" WL  | Wisselplaats opgeheven met de spoorvernieuwing van 1995/7.                                                       |
| 6,4  | Galamares        | 38° 47' 60" NB, 9° 25' 17" WL | Abri. Wisselplaats.                                                                                              |
| 7,9  | Ponte Redonda    | 38° 48' 8" NB, 9° 24' 22" WL  | Wisselplaats opgeheven met de spoorvernieuwing van 1995/7.                                                       |
| 8,8  | Ribeira          | 38° 48' 8" NB, 9° 23' 42" WL  | Wisselplaats. |
| 9,0  | Ribeira          | 38° 48' 13" NB, 9° 23' 46" WL | Wissel voor het spoor naar de remise.                                                                            |
| 10,1 | Monte Santos     | 38° 48' 18" NB, 9° 23' 19" WL | Abri. Wisselplaats.                                                                                              |
| 11,0 | Sintra Estefânia | 38° 48' 14" NB, 9° 22' 55" WL | Huidig eindpunt als doodlopend spoor.                                                                            |
| 11,7 | Sintra Estação   | 38° 47' 58" NB, 9° 23' 8" WL  | Wisselplaats. Zijspoor naar de goederenloods, in 1930 verplaatst van de oost- naar de westzijde van het station. |
| 12,7 | Sintra Vila      | 38° 47' 48" NB, 9° 23' 28" WL | Wisselplaats. |

## Dienstregeling

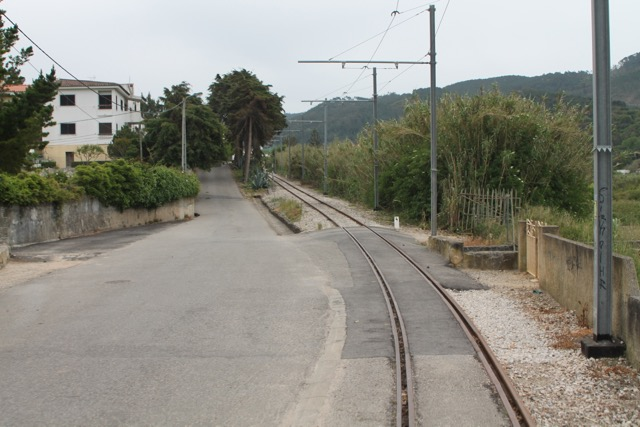
Tramlijn in Colares

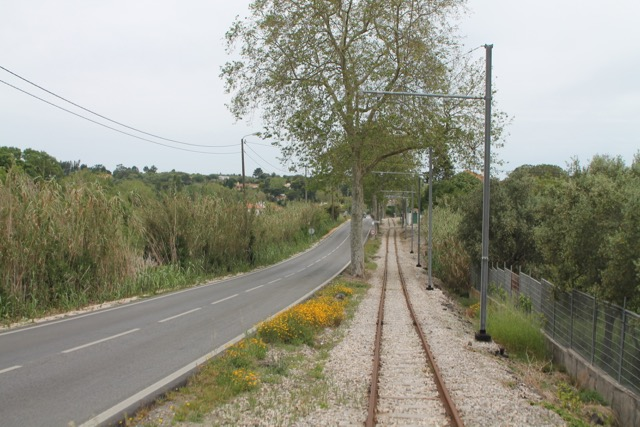
Tramlijn tussen Galamares en Colares

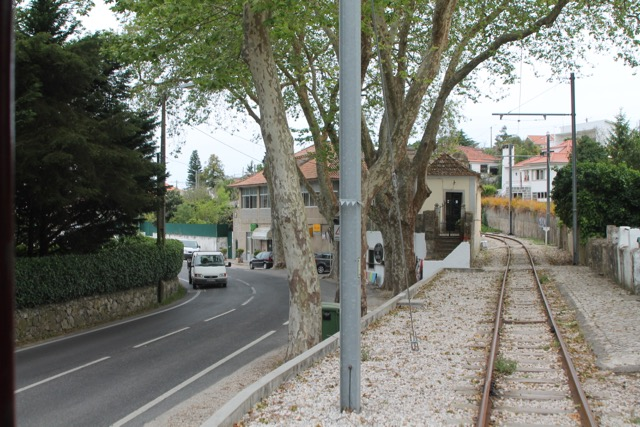
Tramlijn in Galamares

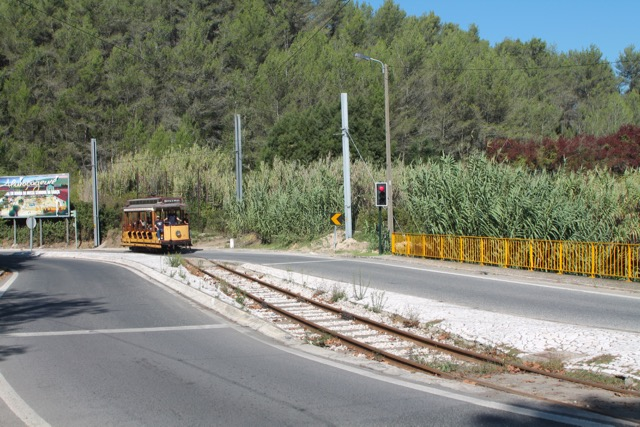
Tram nr.7 steekt de Ponte Redonda over.

De dienstregeling was afgestemd op de aankomst- en vertrektijden van de treinen van en naar Lissabon. Het korte traject tussen het station en Sintra Vila werd daarbij apart geëxploiteerd van de hoofdlijn naar Praia das Maçãs. De rijtijd Station – Vila was 5 minuten, de rijtijd Station – Praia das Maçãs ongeveer 45 tot 50 minuten. Voorbeelden van het aantal ritten per dag:
- Juli 1919, dagelijks 8 retourritten Station – Praia das Maçãs en 10 retourritten Station – Vila.
- Juli 1935, maandag tot en met zaterdag 18 retourritten Station – Azenhas do Mar, zondags 17 retourritten Station – Azenhas do Mar, dagelijks 26 retourritten Station – Vila
- Juli 1949, maandag tot en met zaterdag 17 retourritten Station – Azenhas do Mar, 28 retourritten Station – Vila.
- Zomer 1974, maandag tot en met zaterdag 18 ritten Praia das Maçãs – Station en 19 ritten Station – Praia das Maçãs, op zondag 34 retourritten Station – Praia das Maçãs.
- 1980, dagelijks 9 retourritten Banzão – Praia das Maçãs.
- 2002, op zaterdag en zondag 5 retourritten Ribeira – Praia das Maçãs.
- Zomer 2009 tot en met 2013, vrijdag tot en met zondag 9 retourritten Estefânia – Praia das Maçãs, maandag tot en met donderdag geen dienst.
- Oktober 2013, vrijdag tot en met zondag 5 retourritten Estefânia – Praia das Maçãs, maandag tot en met donderdag geen dienst.
- Winter 2013-2014, vrijdag tot en met zondag 3 retourritten Estefânia – Praia das Maçãs, maandag tot en met donderdag geen dienst.
- Zomer 2015, vrijdag tot en met zondag 6 retourritten Estefânia – Praia das Maçãs, woensdag en donderdag 3 retourritten Estefânia – Praia das Maçãs, maandag en dinsdag geen dienst.
- Oktober 2015 en maart 2016, woensdag tot en met zondag 3 retourritten Estefânia – Praia das Maçãs, maandag en dinsdag geen dienst.
- November 2015 tot en met februari 2016, woensdag tot en met zondag 2 retourritten Estefânia – Praia das Maçãs, maandag en dinsdag geen dienst.

## Remises, electriciteitsvoorziening en goederenstation

### Ribeira

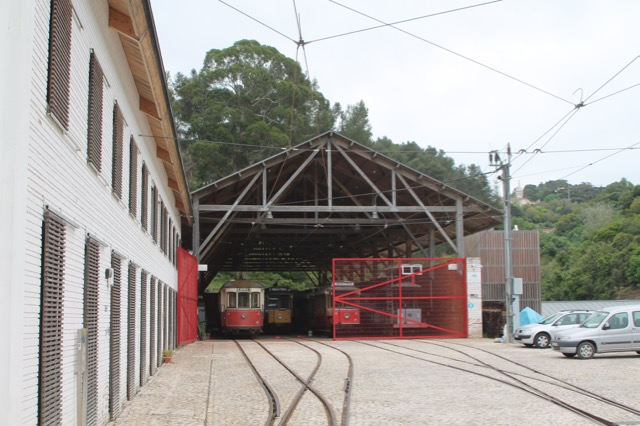
De remise Ribeira

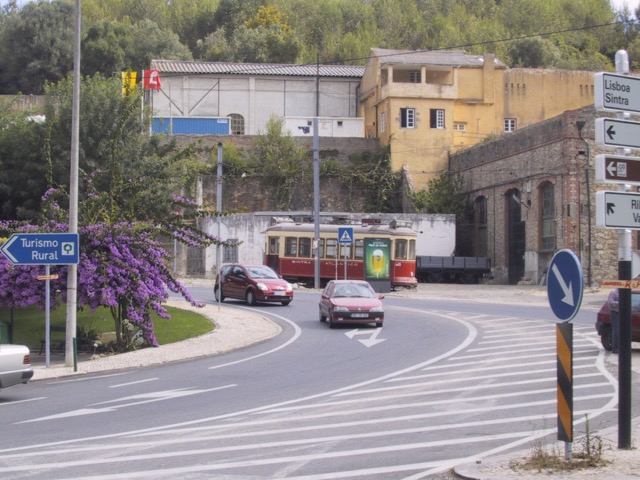
Ribeira vlak voor de afbraak van de oude remise. De remise is het hoog gelegen deel, het laag gelegen deel is de voormalige elektriciteitscentrale.

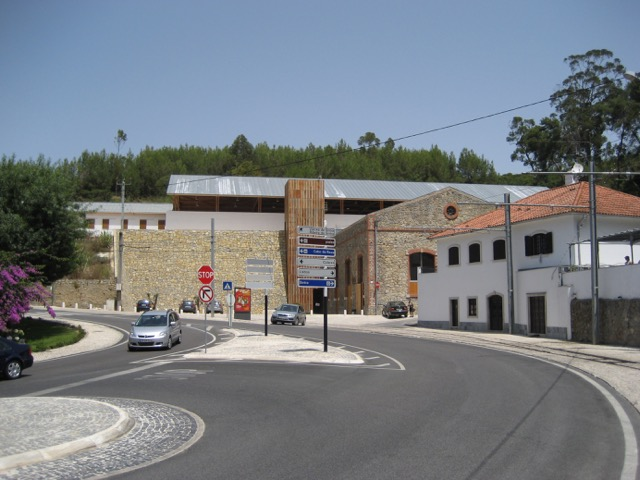
Ribeira met de nieuwe remise. De remise is het hoog gelegen deel, het laag gelegen deel is de voormalige elektriciteitscentrale, nu gebruikt als museum voor wetenschap en techniek.

In Ribeira is de remise met oorspronkelijk een kleine eigen elektriciteitscentrale. De remise is hoog gelegen en wordt bereikt met een spoor van ongeveer 200 m dat aftakt van de hoofdlijn. De oorspronkelijke remise had vijf sporen, maar was rond 1990 bouwvallig geworden. Het gebouw is gesloopt en op dezelfde plaats is een nieuwe remise gebouwd met vier sporen, waarvan er een deels voorzien is van een werkkuil.
De elektriciteitscentrale was lager gelegen vlak bij de wisselplaats en, hoewel lager gelegen, praktisch naast de remise. De aanvoer van de benodigde kolen gebeurde met een open goederenwagen die door een motorwagen werd getrokken. Er was een spoor van de wisselplaats dat het gebouw van de elektriciteitscentrale binnen ging. Dit spoor is omstreeks 2004 verdwenen. In juli 1921 werd gestopt met de eigen elektriciteitsproductie. Voortaan nam men stroom van 10.000 V wisselstroom af via een hoogspanningsleiding. Alleen de oude apparatuur in de centrale om de stroom om te zetten in 500 V gelijkstroom bleef gehandhaafd. In 1924 werden de oude installaties vervangen door een volledig nieuw onderstation dat in het hoger gelegen deel van het complex was geplaatst. Later werd het oude gebouw van de elektriciteitscentrale ingericht als busgarage. Omstreeks 1995 diende het als opslagplaats voor enkele trams. Gelijktijdig met de nieuwbouw van de remise is het oude gebouw van de elektriciteitscentrale gerestaureerd en wordt nu gebruikt door het Centro Ciência Viva de Sintra, een museum voor wetenschap en techniek.

### Banzão

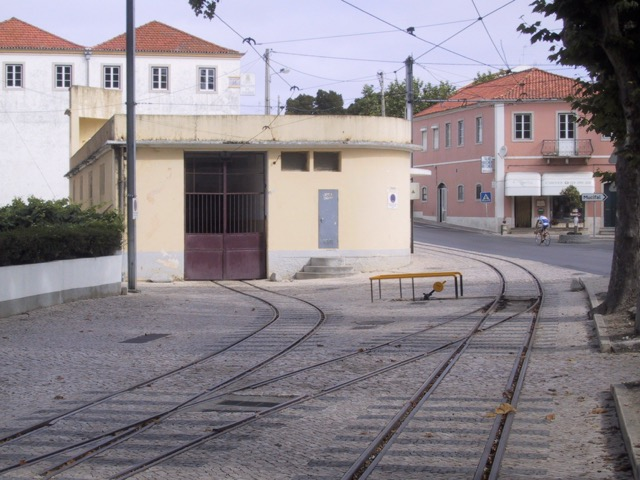
De remise Banzão

Het trambedrijf vervoerde ook goederen. Sinds 1907 was er een overeenkomst met de Companhia Real dos Caminhos de Ferro Portugueses voor het vervoer van goederen tussen spoorwegstations en het tramwegstation Colares Central, later omgedoopt in Banzão. In 1938 werd het oude houten goederenstation in Banzão vervangen door een nieuw betonnen gebouw. In dit stationsgebouw ligt een spoor met een weegbrug en een kleine werkkuil. Dit spoor verlaat het gebouw aan de andere zijde en eindigt in het naastgelegen gebouw van een groot wijnhuis. Dit wijnhuis was een belangrijke klant voor het vervoer van vaten wijn naar het spoorwegstation.
Het stationsgebouw van Banzão beschikte ook over een ruimte voor het afhandelen van goederen met bijbehorend kantoor, een wachtruimte voor reizigers, toiletten, een kiosk, een kaartloket en een kleine woonruimte met twee slaapkamers. In de ruimte voor de afhandeling van goederen werd later een onderstation ondergebracht. Nadat het goederenvervoer was beëindigd, diende Banzão als hulpremise. In de periode 1980-2006 heeft Banzão gediend als remise, eerst omdat het traject Ribeira – Banzão onberijdbaar was en later omdat de remise Ribeira gesloopt en nieuw gebouwd werd. Binnen kunnen in de remise Banzão vier trams worden gestald en buiten tussen het gebouw van de tram en dat van het wijnhuis nog een. Het wijnhuis zelf heeft in die periode ook wel aan een paar aanhangrijtuigen gastvrijheid verleend. Motorrijtuigen kunnen er echter niet komen. De bovenleiding eindigt tegen de buitenmuur en de ingang is te laag.

## Materieel

### Reizigersmaterieel
In 1903 werden bij Brill in Philadelphia vier open motorrijtuigen, vier open aanhangrijtuigen, drie gesloten motorrijtuigen en twee gesloten aanhangrijtuigen besteld. De motorrijtuigen hebben ieder twee motoren van 37 kW. De acht open rijtuigen hebben 32 zitplaatsen op dwarsbanken. Tegen de kopschotten staat aan beide zijden een vaste bank. Binnen zijn vier banken met omklapbare rugleuning. De gesloten rijtuigen hadden open balkons die later bij de motor rijtuigen dicht zijn gemaakt. Deze rijtuigen hadden 17 zitplaatsen verdeeld over vier keer twee langsbanken in de hoeken met ieder twee zitplaatsen en drie rijen met 2+1 zitplaatsen met omklapbare rugleuningen in dwarsopstelling. Twee wagenbakken hebben nu twee langsbanken voor ieder tien passagiers. Waarschijnlijk zijn onderdelen van hun oorspronkelijke banken gebruikt in de omstreeks 1946 gebouwde wagenbakken. De lengte van de open rijtuigen is 7,56 m, die van de gesloten rijtuigen 7,46 m.
In de periode 1946-1948 werden drie nieuwe gesloten wagenbakken gebouwd naar het ontwerp van de trams type Ligeiro van Lissabon zoals deze daar sinds ca. 1930 werden gebouwd. Deze nieuwe wagenbakken vervingen de wagenbakken van twee oude gesloten motorrijtuigen en een open motorrijtuig. De wagenbak van het open motorrijtuig werd gebruikt voor een nieuw open aanhangrijtuig. Van de beide oude gesloten wagenbakken werd er een gesloopt en de andere opgebokt opgeslagen.
De trams met de nieuwe wagenbakken zijn langer en breder dan de oude gesloten trams. Zij hebben 24 zitplaatsen verdeeld over vier keer twee langsbanken in de hoeken met ieder twee zitplaatsen en vier rijen met 2+2 zitplaatsen met omklapbare rugleuningen in dwarsopstelling. De lengte van deze nieuwe motorrijtuigen is 8,38 m.
De originele kleur van de trams is onbekend, maar in het begin van de jaren vijftig waren de trams geel. In 1956 is de kleur van de trams gewijzigd in blauw en in 1963 in de huidige kleur rood. Open motorrijtuig nr.7 is inmiddels weer geel.
In het laatste decennium van de twintigste eeuw zijn twee trams van het type Ligeiro overgenomen van Lissabon. Een exemplaar is omgespoord, gerestaureerd en heeft de rode kleur van Sintra gekregen. De andere tram staat nog ongewijzigd in opslag in de remise Ribeira. In deze remise bevindt zich ook een derde tram van dit type, omgespoord en in de rode kleur van Sintra, maar deze tram is eigendom van een particulier.
In de loop der jaren hebben tal van wagenbakwisselingen, ook tussen motor- en aanhangrijtuigen, en vernummeringen plaatsgevonden. Tegenwoordig is het wagenpark als volgt:
- Drie open motorrijtuigen gebouwd door Brill met de nummers 1, 6 en 7
- Een gesloten motorrijtuig gebouwd door Brill met het nummer 3
- Drie gesloten motorrijtuigen gebouwd in Sintra met de nummers 2, 4 en 5
- Twee gesloten aanhangrijtuigen gebouwd door Brill met de nummers 8 en 10
- Vijf open aanhangrijtuigen gebouwd door Brill met de nummers 9, 11, 12, 13 en 14
- Een gesloten wagenbak zonder onderstel gebouwd door Brill[6]
- Twee gesloten motorrijtuigen ex-Carris waarvan er een het nummer 100[7] heeft en het andere[8] nog wacht op aanpassing

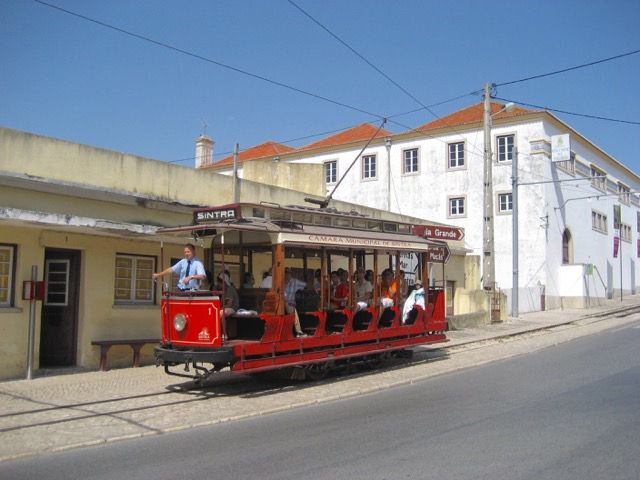
Sintra tram nr.1 naast de remise Banzão
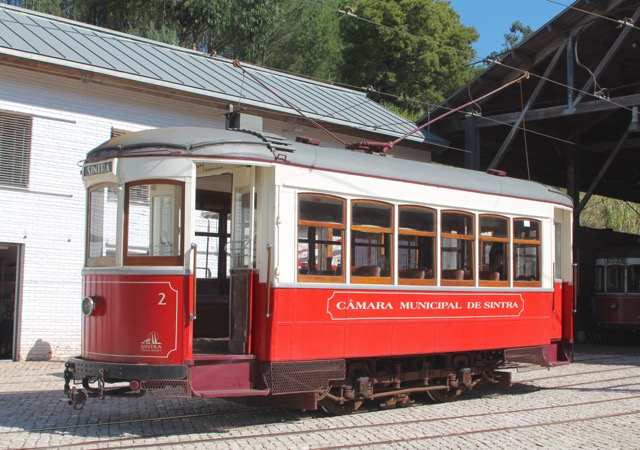
Sintra tram nr.2
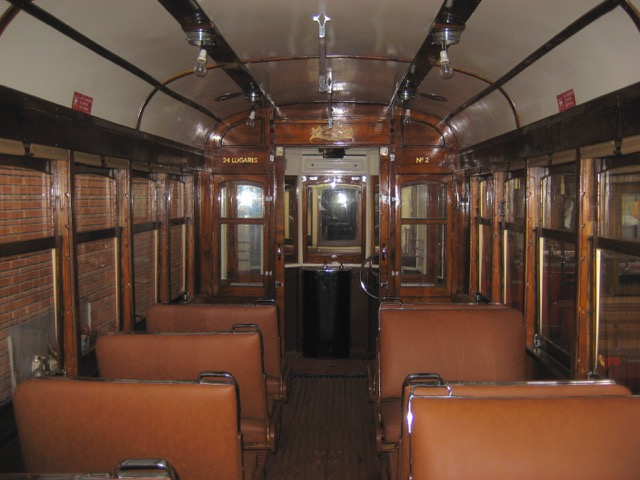
Interieur van Sintra tram nr.2
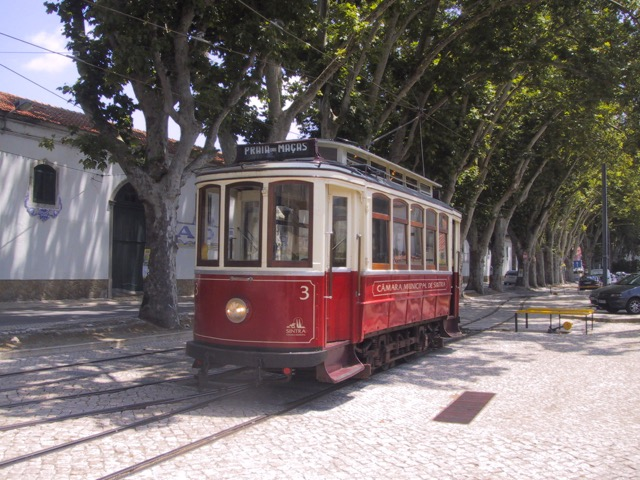
Sintra tram nr.3
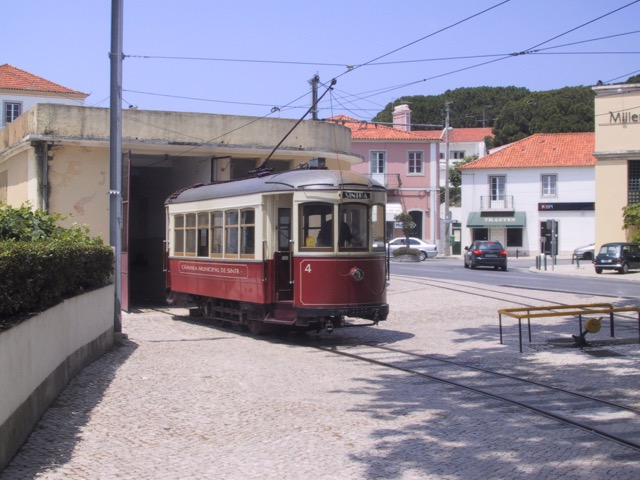
Sintra tram nr.4 verlaat de remise Banzão.
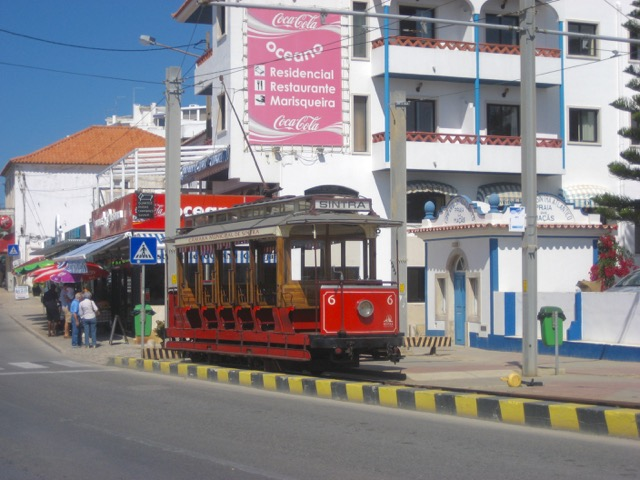
Sintra tram nr.6
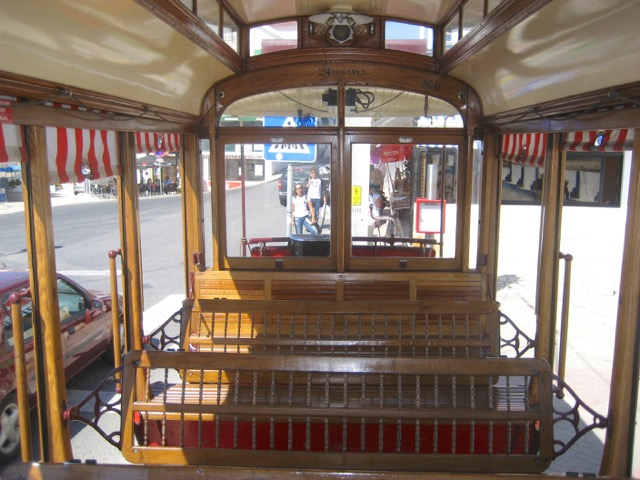
Interieur van Sintra tram nr.6
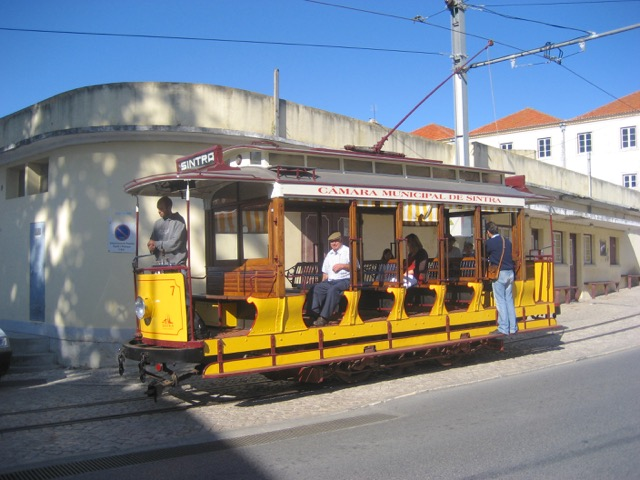
Sintra tram nr.7 naast de remise Banzão
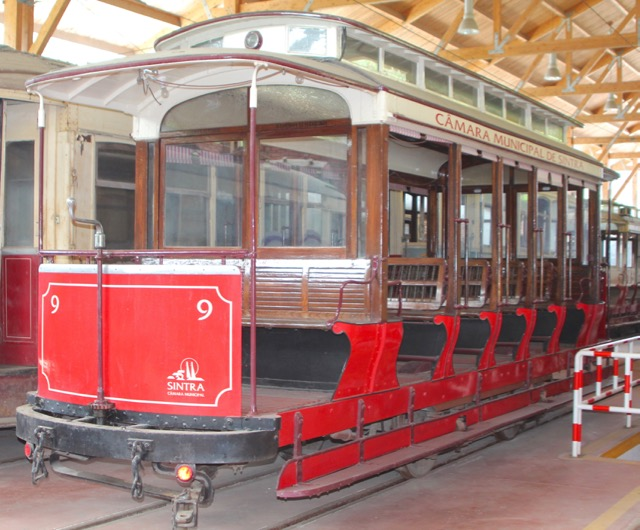
Sintra tram bijwagen nr.9
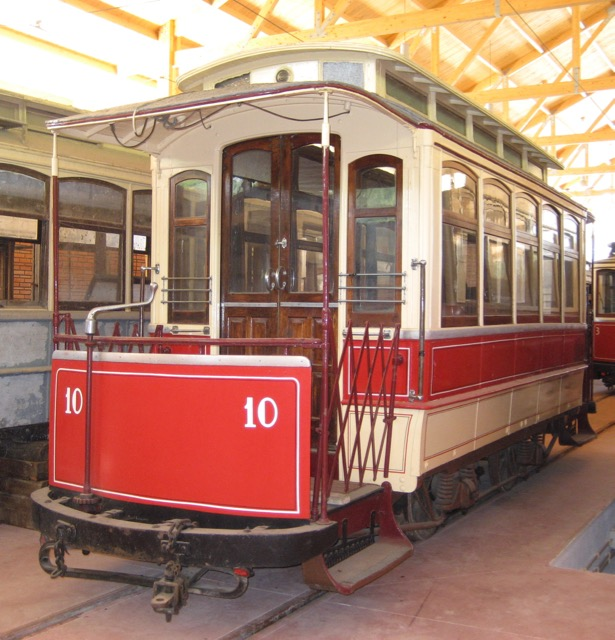
Sintra tram bijwagen nr.10
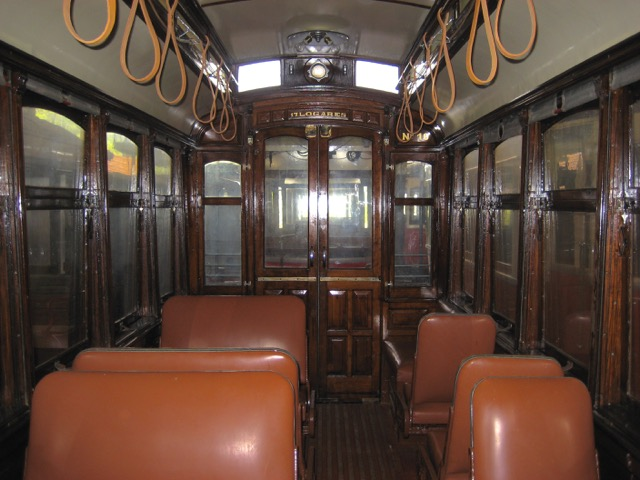
Interieur van Sintra tram bijwagen nr.10
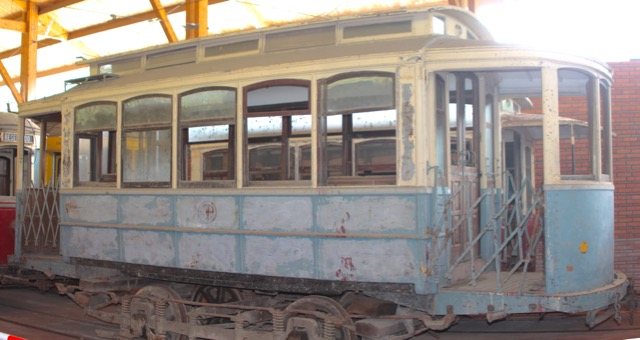
Wagenbak van een door Brill gebouwde tram provisorisch gezet op een onderstel afkomstig van de tram van Coimbra.
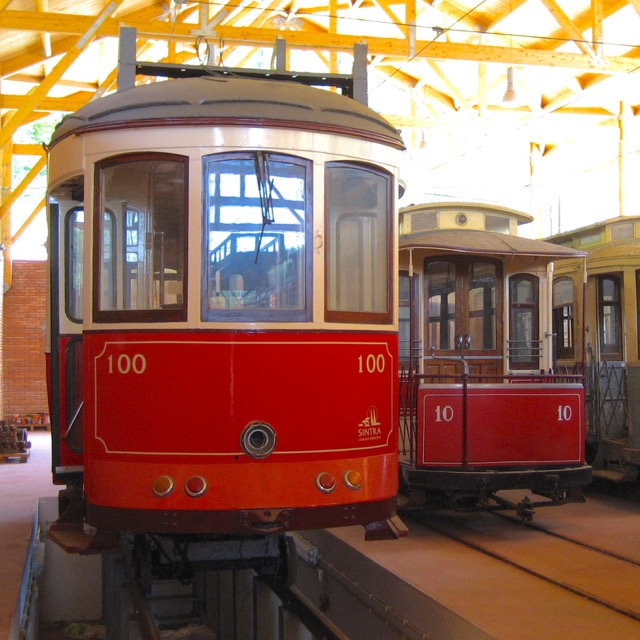
Sintra tram nr.100 (voormalige tram van Lissabon) boven de werkkuil in de remise Ribeira

### Goederen- en dienstmaterieel
Over de herkomst en geschiedenis van het goederen- en dienstmaterieel is weinig bekend. Uit een overzicht gemaakt in 1914 blijkt dat er op dat moment zeven goederenwagens aanwezig waren, waarvan een bestemd was voor het kolentransport.
In 1955 werd een diesellocomotief aangeschaft. Deze was in 1926 gebouwd door Deutz als breedspoor loc voor de Port of Lisboa Docks Authority en later aangepast voor meterspoor en gebruikt in de haven van Leixões.
Tegenwoordig zijn aanwezig:
- Deutz diesellocomotief, aangeduid als "dresine".
- Bovenleidingmontagewagen met het nummer S1.
- Gesloten goederenwagen, ongenummerd.
- Twee open goederenwagens, waarvan een ongenummerd en de andere met het nummer 2.
- Twee trollies / kleine open goederenwagens waarvan de schotten kunnen worden verwijderd, ongenummerd.

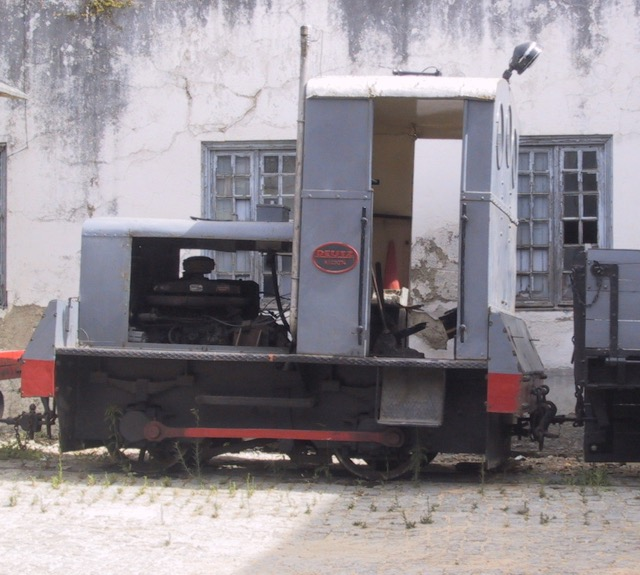
Deutz Diesellocomotief "Dresine"
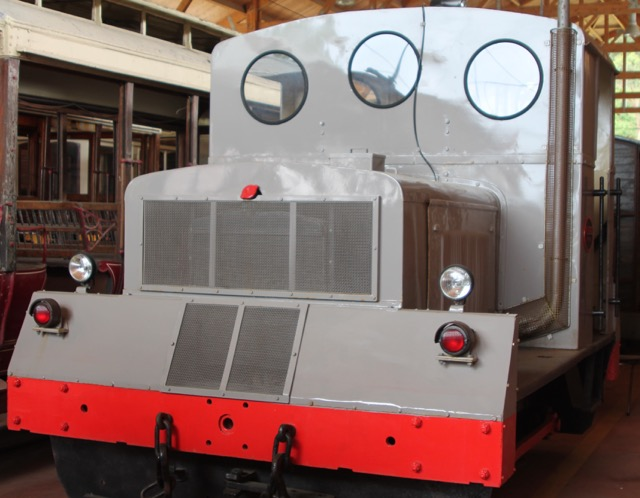
Deutz Diesellocomotief "Dresine"
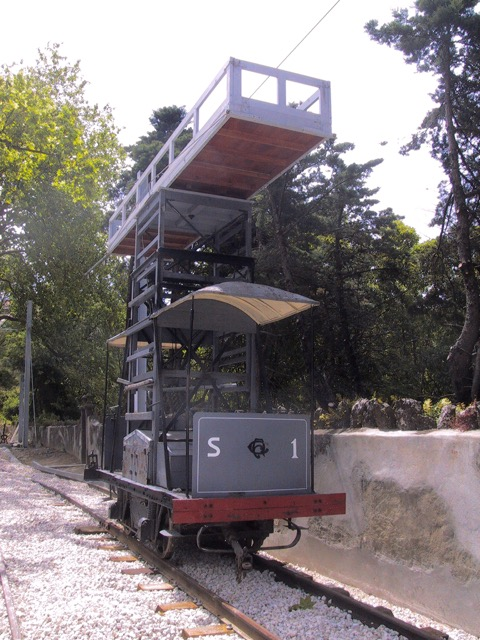
Bovenleiding montagewagen
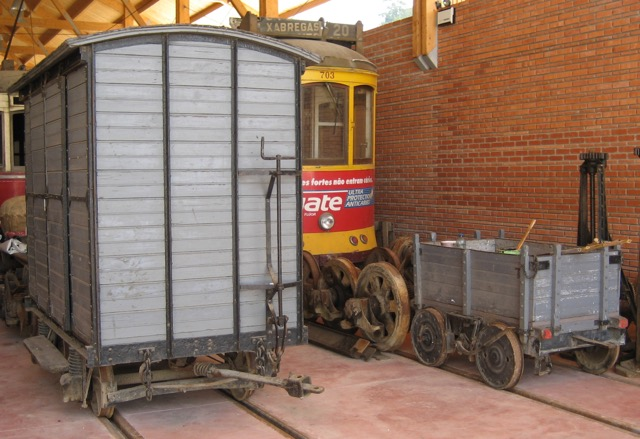
Gesloten goederenwagen en trolley/kleine open goederenwagen
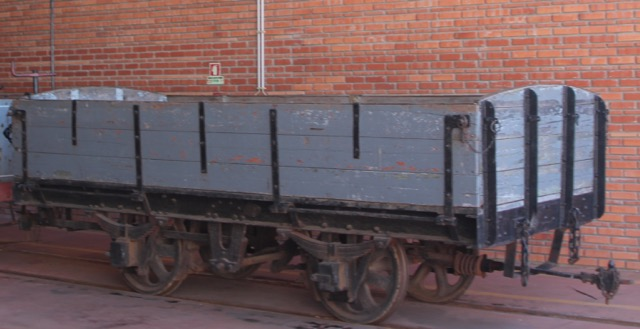
Sintra tram open goederen wagon